# Constel·lació del Cotxer
El Cotxer (Auriga) és una constel·lació de l'hemisferi nord. És una de les 48 constel·lacions esmentades per Ptolemeu, i també una de les 88 constel·lacions modernes. La seva estrella més brillant és Capella —una de les més brillants— associada amb el mite d'Amaltea.

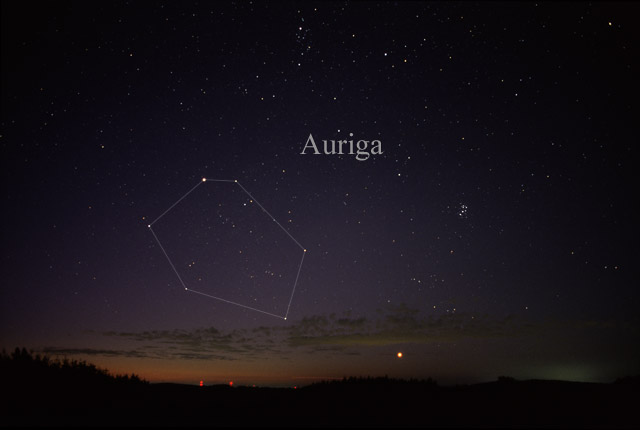
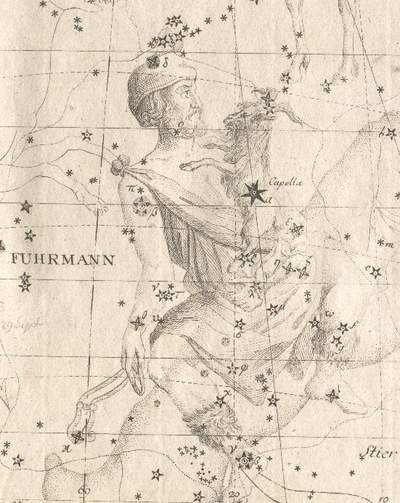

## Trets notables
Hi trobam dues estrelles binàries peculiars, ε Aurigae i ζ Aurigae.ε Aurigae és una de les més grans estrelles binàries. Té un període orbital d'uns 27 anys amb un eclipsi d'una durada d'uns 18 mesos. La companya visible és una estrella groga (classe F) supergeganta. El tipus de l'altra estrella és desconegut.
Ambdós sistemes presenten un poc freqüent escenari d'evolució dels estels binaris, ja que els dos components estan en un període evolutiu actiu.

## Estrelles principals

### Capella (αAurigae)
L'estrella més lluminosa de la constel·lació del Cotxer, Capella (α Aurigae) és una estrella gegant groga de magnitud aparent 0,08, la sisena més brillant del cel, i l'estrella de primera magnitud més apropada al pol nord celeste.

Capella no és molt lluny; a 42 anys llum de la Terra, forma part de les 100 més pròximes al nostre sistema. El que la caracteritza és que es tracta d'una estrella doble, dues estrelles grogues de la classe G, cadascuna 10 vegades més grossa que el Sol, dues gegantes separades 0,60 ua.
El seu nom vol dir «cabrella» en llatí i es tracta de la cabra que el cotxer porta sobre l'espatla. A la mitologia grega, s'assimila amb Amaltea.

### AEAurigae
AE Aurigae, una estrella blava-blanca en aparença banal, de la magnitud aparent 5,99, distant uns 1.400 anys llum, és una de les tres «estrelles fugitives» («runaway stars» en anglès), que es desplacen molt ràpidament per l'espai. Les dues altres estrelles són µ Columbae i 53 Arietis, les tres semblen desplaçar-se a velocitat d'uns 100 km/s des del mateix punt a la nebulosa d'Orió (constel·lació) i més precisament de ι Orionis. Segons una teoria, aquestes estrelles haurien estat a l'origen part d'un sistema múltiple que s'hauria desagregat degut a l'explosió en supernova d'un dels seus membres fa uns 3 milions d'anys, projectant a les altres tres estrelles en direccions diferents.

### Altres estrelles
Menkalinan (β Aur), que en àrab significa l'espatla del cotxer és una estrella múltiple i variable de la magnitud aparent 1,90.
Almaaz (ε Aur), Hoedus I (ζ Aur) i Hoedus II (η Aur) s'anomenen les cabretes. Almaaz és una de les estrelles dobles més estranyes: el seu període orbital és de 27 anys, amb un eclipsi de 18 mesos. El company visible és una supergeganta groga; el tipus de l'altra estrella és desconegut. Hoedus I és una estrella binària, amb un període de 970 dies, composta per una supergeganta i una estrella blava de la seqüència principal.

## Objectes celestes
Al cotxer hi podem trobar també molts de cúmuls oberts: M36, M37, i NGC 2281.

## Història
El cotxer forma part de les 48 constel·lacions del repertori de Ptolemeu, anomenat l'Almagest, com ja s'ha esmentat.
Aquesta constel·lació representa un home portant sobre l'esquena una cabra, seguit de dos o tres cabrits. És possible que la seva denominació sigui procedent dels babilonis que la denominaven el Cotxe (Rubiki ?) Els grecs l'havien assimilat a Erictoni (No s'ha de confondre amb Erecteu. Una altra ortografia per Erictoni, podria ser Erictó) heroi atenenc que hauria inventat el carro amb quatre cavalls.

## Estrelles notables i d'anomenada
| DB | F  | Noms i altres designacions                                                                             | magnitud aparent | magnitud absoluta | Distància en anys llum | Tipus espectral | Comentaris |
| α  | 13 | Capella, Alpha Aurigae, Alhajoth, Alhaior, Althaiot, Alhaiset, Alhatod, Alhojet, Alanac, Alanat, Alioc | 0,08             | -0,48             | 42                     | M1:comp         | - En llatí capella és el diminutiu de cabra - Alhajoth és probablement una forma arabitzada de αίξ, aige, que vol dir "moltó" - binària espectroscòpica |
| β  | 34 | Beta Aurigae, Menkalinan, Menkalina                                                                    | 1,90             | -0,1              | 82,1                   | A2V             | - < منكب ذي العنان mankib ðī-l-cinān L'espatlla del que porta les regnes (cotxer) - eclipsant binària espectroscòpica                                   |
| θ  | 37 | Theta Aurigae, Bogardus, Mahasim                                                                       | 2,65             | -0,98             | 173                    | A0p Si          | - "Mahasim" de l'Àrab Al-Mi'sam el puny |
| ι  | 3  | Iota Aurigae, Kabdhilinan, Hassaleh                                                                    | 2,69             | -3,29             | 512                    | K3IIvar         | - Hassaleh segons Becvar - < كعب ذي العنان kacb ðī l-cinān El turmell del que porta les regnes (cotxer)                                                 |
| ε  | 7  | Èpsilon Aurigae, Almaaz, Maaz, Al Anz                                                                  | 3,03             | -5,95             | 2000                   | F01a            | - < الماعز al-mācz El boc - binària eclipsant de període llarg                                                                                          |
| η  | 10 | Eta Aurigae, Haedus II, Hoedus II, Maha-Sim                                                            | 3,18             | -0,96             | 219                    | B3 V            | - < hædus El cabrit (plural hædi amb ζ Aurigae) - "Maha-Sim" de l'Àrab Al-Mi'sam el puny                                                                |
| ζ  | 8  | Dseta Aurigae, Sadatoni, Saclateni, Haedus I, Hoedus I                                                 | 3,69             | -3,22             | 790                    | K4II comp       | - < الساعد الثاني as-sācid aθ-θānī/at-tānī El segon bras - < hædus El cabrit (plural hædi amb η Aurigae) - binària eclipsant                            |
| δ  | 33 | Delta Aurigae, Prijipati                                                                               | 3,72             | 0,55              | 140                    | K0III           | - < प्रजापति prajā pati ? El Senyor de la creació |
| ν  | 32 | Ni Aurigae                                                                                             | 3,97             | -0,13             | 215                    | K0III           | |
| π  | 35 | Pi Aurigae                                                                                             | 4,30             |                   | 840                    |                 | |
| κ  | 44 | Kappa Aurigae                                                                                          | 4,32             |                   | 169                    |                 | |
| τ  | 29 | Tau Aurigae                                                                                            | 4,51             |                   | 213                    |                 | |
|    | 16 | 16 Aurigae                                                                                             | 4,54             |                   |                        |                 | |
| λ  | 15 | Lambda Aurigae                                                                                         | 4,69             |                   | 79,1                   |                 | |
| χ  | 25 | Chi Aurigae                                                                                            | 4,71             |                   | >2000                  |                 | |
| υ  | 31 | Upsilon Aurigae                                                                                        | 4,72             |                   | 475                    |                 | |
|    | 2  | 2 Aurigae                                                                                              | 4,79             |                   |                        |                 | |
| ψ² | 50 | Psi2 Aurigae                                                                                           | 4,80             |                   | 433                    |                 | |
| μ  | 11 | Mu Aurigae                                                                                             | 4,82             |                   | 162                    |                 | |
|    | 1  | 1 Aurigae                                                                                              | 4,89             |                   |                        |                 | |
|    | 63 | 63 Aurigae                                                                                             | 4,91             |                   |                        |                 | |
| ψ¹ | 46 | Psi1 Aurigae                                                                                           | 4,92             |                   | >2000                  |                 | |
|    | 4  | 4 Aurigae                                                                                              | 4,93             |                   |                        |                 | |
| ξ  | 30 | Xi Aurigae                                                                                             | 4,96             |                   | 241                    |                 | |
|    | 9  | 9 Aurigae                                                                                              | 4,98             |                   |                        |                 | |
| ψ7 | 58 | Psi7 Aurigae                                                                                           | 4,99             |                   | 364                    |                 | |
|    | 14 | 14 Aurigae                                                                                             | 5,01             |                   |                        |                 | |
| σ  | 21 | Sigma Aurigae                                                                                          | 5,02             |                   | 514                    |                 | |
| ψ4 | 55 | Psi4 Aurigae                                                                                           | 5,04             |                   | 306                    |                 | |
|    | 19 | 19 Aurigae                                                                                             | 5,05             |                   |                        |                 | |
| φ  | 24 | Phi Aurigae                                                                                            | 5,08             |                   | 401                    |                 | |
|    | 65 | 65 Aurigae                                                                                             | 5,12             |                   |                        |                 | |
| ρ  | 20 | Rho Aurigae                                                                                            | 5,22             |                   | 642                    |                 | |
| ψ⁶ | 57 | Psi6 Aurigae                                                                                           | 5,22             |                   | 424                    |                 | |
|    | 66 | 66 Aurigae                                                                                             | 5,23             |                   |                        |                 | |
| ψ⁵ | 56 | Psi5 Aurigae                                                                                           | 5,24             |                   | 53,9                   |                 | |
|    | 49 | 49 Aurigae                                                                                             | 5,26             |                   |                        |                 | |
| ψ3 | 52 | Psi3 Aurigae                                                                                           | 5,34             |                   | 760                    |                 | |
|    | 45 | 45 Aurigae                                                                                             | 5,34             |                   |                        |                 | |
|    | 40 | 40 Aurigae                                                                                             | 5,35             |                   |                        |                 | |
|    | 26 | 26 Aurigae                                                                                             | 5,40             |                   |                        |                 | |
|    |    | UU Aurigae                                                                                             | 5,40             |                   | 1810                   |                 | - variable semiregular |
| ο  | 27 | Omicron Aurigae                                                                                        | 5,46             |                   | 482                    |                 | |
|    | 41 | 41 Aurigae                                                                                             | 5,64             |                   |                        |                 | - estrella binària; magnitud dels components: 6,09, 6,82                                                                                                |
|    | 51 | 51 Aurigae                                                                                             | 5,70             |                   |                        |                 | |
|    | 36 | 36 Aurigae                                                                                             | 5,71             |                   |                        |                 | |
|    | 48 | RT Aurigae                                                                                             | 5,75             |                   | 1560                   |                 | - Variable cefeida |
|    | 53 | 53 Aurigae                                                                                             | 5,76             |                   |                        |                 | |
|    |    | WW Aurigae                                                                                             | 5,82             |                   | 275                    |                 | - binària eclipsant |
| ψ⁹ |    | Psi9 Aurigae                                                                                           | 5,85             |                   | 826                    |                 | |
|    | 64 | 64 Aurigae                                                                                             | 5,87             |                   |                        |                 | |
|    | 47 | 47 Aurigae                                                                                             | 5,88             |                   |                        |                 | |
|    | 39 | 39 Aurigae                                                                                             | 5,90             |                   |                        |                 | |
|    | 5  | 5 Aurigae                                                                                              | 5,95             |                   |                        |                 | |
|    |    | AE Aurigae                                                                                             | 5,99             |                   | 1460                   |                 | - estrella fugitiva - Variable del tipus Orió |
|    | 54 | 54 Aurigae                                                                                             | 6,02             |                   |                        |                 | |
|    | 62 | 62 Aurigae                                                                                             | 6,02             |                   |                        |                 | |
|    | 38 | 38 Aurigae                                                                                             | 6,08             |                   |                        |                 | |
|    | 59 | 59 Aurigae                                                                                             | 6,10             |                   |                        |                 | |
|    | 17 | AR Aurigae                                                                                             | 6,15             |                   | 398                    |                 | - binària eclipsant |
|    | 60 | 60 Aurigae                                                                                             | 6,32             |                   |                        |                 | |
|    | 43 | 43 Aurigae                                                                                             | 6,33             |                   |                        |                 | |
|    | 22 | 22 Aurigae                                                                                             | 6,45             |                   |                        |                 | |
| ψ8 | 61 | Psi8 Aurigae                                                                                           | 6,46             |                   | 830                    |                 | |
|    | 6  | 6 Aurigae                                                                                              | 6,46             |                   |                        |                 | |
|    | 42 | 42 Aurigae                                                                                             | 6,53             |                   |                        |                 | |
|    | 18 | 18 Aurigae                                                                                             | 6,49             |                   |                        |                 | |
|    | 12 | 12 Aurigae                                                                                             | 6,9              |                   |                        |                 | |
|    |    | HD 45350                                                                                               | 7,88             |                   | 160                    |                 | - té un planeta |
|    |    | HD 49674                                                                                               | 8,10             |                   | 134                    |                 | - té un planeta |
| γ  |    | Gamma Aurigae                                                                                          |                  |                   |                        |                 | - ara designada com a β Tauri |

Font: The Bright Star Catalogue, 5th Revised Ed., The Hipparcos Catalogue, ESA SP-1200

## Mitologia

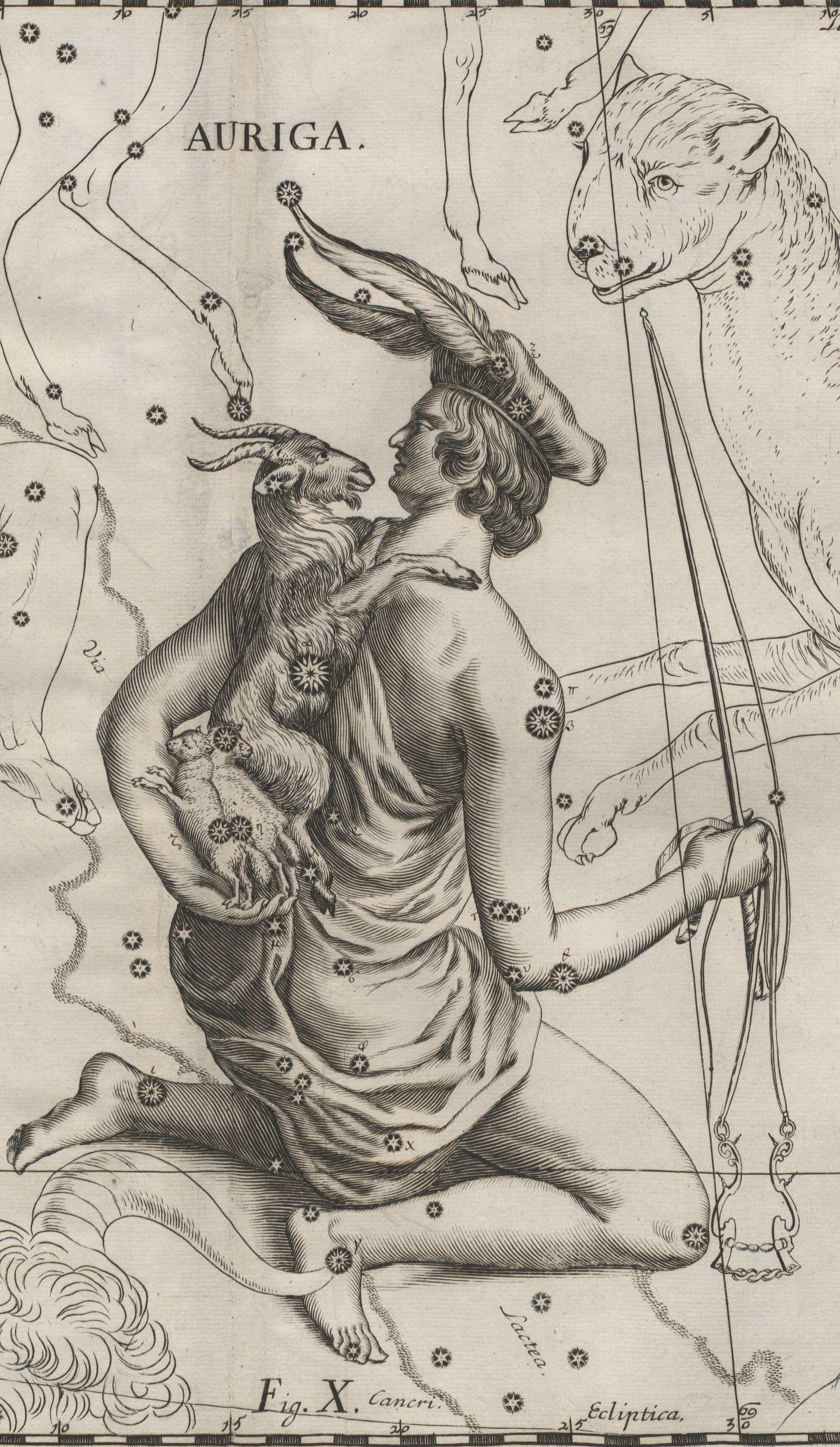
Imatge de la constel·lació del Cotxer. Atenció: la imatge està invertida

Aquesta constel·lació té diverses versions del seu origen a la mitologia grega:
En una, es tracta de Mirtil, fill d'Hermes i de Fetusa, cotxer d'Enòmau. La filla d'aquest últim, Hipodamia, tenia molts pretendents, però el seu pare, per desfer-se'n, els desafiava a una carrera de carros. El que no sabien els seus contrincants era que els seus cavalls eren divins i sempre vencien. El càstig per la derrota era la mort. Un dia es va presentar Pèlops, de qui la jove Hipodamia es va enamorar immediatament, i junts van subornar a Mirtil perquè perdés la carrera. L'auriga va canviar els claus de ferro del carro del rei per uns de cera, de manera que durant la carrera aquests es van deixar anar i el carro va quedar destruït. A l'accident Enòmau va morir arrossegat pels cavalls.
Després de la victòria, Pèlops va matar Mirtil llançant-lo al mar i l'auriga en la seva caiguda va maleir la raça de Pèlops. Hermes el va posar al firmament.
Una altra versió relata que representa a Erictoni, nascut del semen d'Hefest que va fecundar a Gea quan va intentar violar a Atenea. El nen va ser educat per Atenea, va inventar la quadriga i va ser catasteritzat per Zeus a causa de la seva admiració perquè Erictonio havia competit amb Helios.
En altres versions s'identificava aquesta constel·lació amb Tròquil, Enòmau, Bel·lerofont, Cilas o Hipòlit.
El poble de les Illes Marshall va presentar Auriga al mite de Dümur, que explica la història de la creació del cel. Antares a Escorpí representa Dümur, el fill gran de la mare de les estrelles, i les Plèiades representen el seu fill menor. La mare de les estrelles, Ligedaner, està representada per Capella; vivia a l'illa d'Alinablab. Ella li va dir als seus fills que el primer a arribar a una illa oriental es convertiria en el Rei de les Estrelles, i va demanar a Dümur que la deixés entrar a la seva canoa. Es va negar, igual que cadascun dels seus fills, a excepció de Plèiades. Plèiades va guanyar la carrera amb l'ajuda de Ligedaner, i es va convertir en el Rei de les Estrelles. En altres parts de les Illes Carolines centrals, Capella es deia Jefegen uun (les variacions inclouen efang alul, evang-el-ul i iefangel uul), que significa "al nord d'Aldebaran". Es van notar diferents noms per a Auriga i Capella a les societats del Pacífic Oriental. A Pukapuka, la figura d'Auriga moderna es deia Te Wale-o-Tutakaiolo ("La casa de Tutakaiolo") a les Illes de la Societat es deia Faa-nui ("Gran Vall"). Capella en si es deia Tahi-anii ("Sobirà Únic") a les Societats. Hoku-lei era el nom de Capella, però pot haver estat el nom de tota la constel·lació; el nom significa "Corona d'estrelles" i es refereix a una de les esposes de les Plèiades, anomenada Makalii.